# Джалар (притока Когильника)
Джала́р — річка в Україні, в межах Болградського і (частково) Білгород-Дністровського районів Одеської області. Ліва притока Когильника (басейн Чорного моря).

## Опис
Довжина річки 21 км. Долина порівняно вузька і глибока, з дещо крутішими правими схилами. Річище помірно звивисте, влітку пересихає. Споруджено кілька ставків.

## Розташування
Джалар бере початок на північний захід від села Вознесенка Перша. Тече переважно на південний схід, місцями — на південь. Впадає до Когильника на південний схід від села Долинівки.
Над річкою розташовані села: Вознесенка Перша і Вишняки.